# تپه مادآبادی
تپه مادآبادی مربوط به دوران پیش از تاریخ ایران باستان است و در شهرستان مرودشت، روستای کوشک واقع شده و این اثر در تاریخ ۱۸ آذر ۱۳۵۴ با شمارهٔ ثبت ۱۲۵۶ به‌عنوان یکی از آثار ملی ایران به ثبت رسیده است.
این اثر برای اجرای پروژه آپارتمان سازی به طور کامل تخریب گردیده است.